# Ukrajinské Karpaty
Ukrajinské Karpaty (ukrajinsky Українські Карпати) jsou část Východních Karpat, která se nachází na západě Ukrajiny. Zasahují na území Lvovské, Ivanofrankivské, Zakarpatské a Černovické oblasti. Délka od Sanu k pramenům Sučavy činí 280 km a šířka více než 100 km. Zabírají plochu 24 000 km². Horské hřbety rozdělené podélnými sníženinami a ohraničené hlubokými příčnými dolinami se táhnou ze severozápadu na jihovýchod.
Zasahují na území následující geomorfologických subprovincií, resp. jejich částí:
- Vněkarpatské sníženiny
  - Sans'ko-Dnistrovs'ka rivnyna
  - Verchn'odnistrovs'ka rivnyna
  - Drohobyc'ka vysočyna
  - Pridnistrovs'ka rivnyna
  - Pokuts'ka vysočyna
  - Bukovyns'ka vysočyna
- Vnější Východní Karpaty
  - Poloniny (Lisystyj Beskyd)
    - Verchovyns'kyj Vododil'nyj chrebet (Pikuj 1362,7 m)
    - Skolivs'ki Beskydy (Mahura 1362,7 m)
    - Verchn'odnistrovs'ki Beskydy (Mahura-Limnjanska 1022,0 m)
    - Gorgany (Velyka Syvulja 1836,6)
    - Pokutsko-Bukovinské Karpaty (Rotylo 1483,0)

  - Poloniny (Polonyns'kyj chrebet)
    - Polonyna Rivna (Polonyna Rivna 1479,0)
    - Polonyna Boržava (Stij 1681,0)
    - Polonyna Kuk (Kuk 1361,0)
    - Polonyna Krasna (Syhlanskyj 1563,0)
    - Svydivec (Bliznica 1883,0)
    - Čornohora (Hoverla 2061,0)
    - Hrynjavy (Pogrebina 1605,3)
- Vnitřní Východní Karpaty
  - Vulkaničnyj chrebet
    - Vyhorlat
    - Makovycja
    - Velikyj Dil
    - Tupyj

  - Maramurešské Karpaty
    - Marmaros'ka ulohovyna
    - Rachivs'kyj masyv